# Permanent Make-up

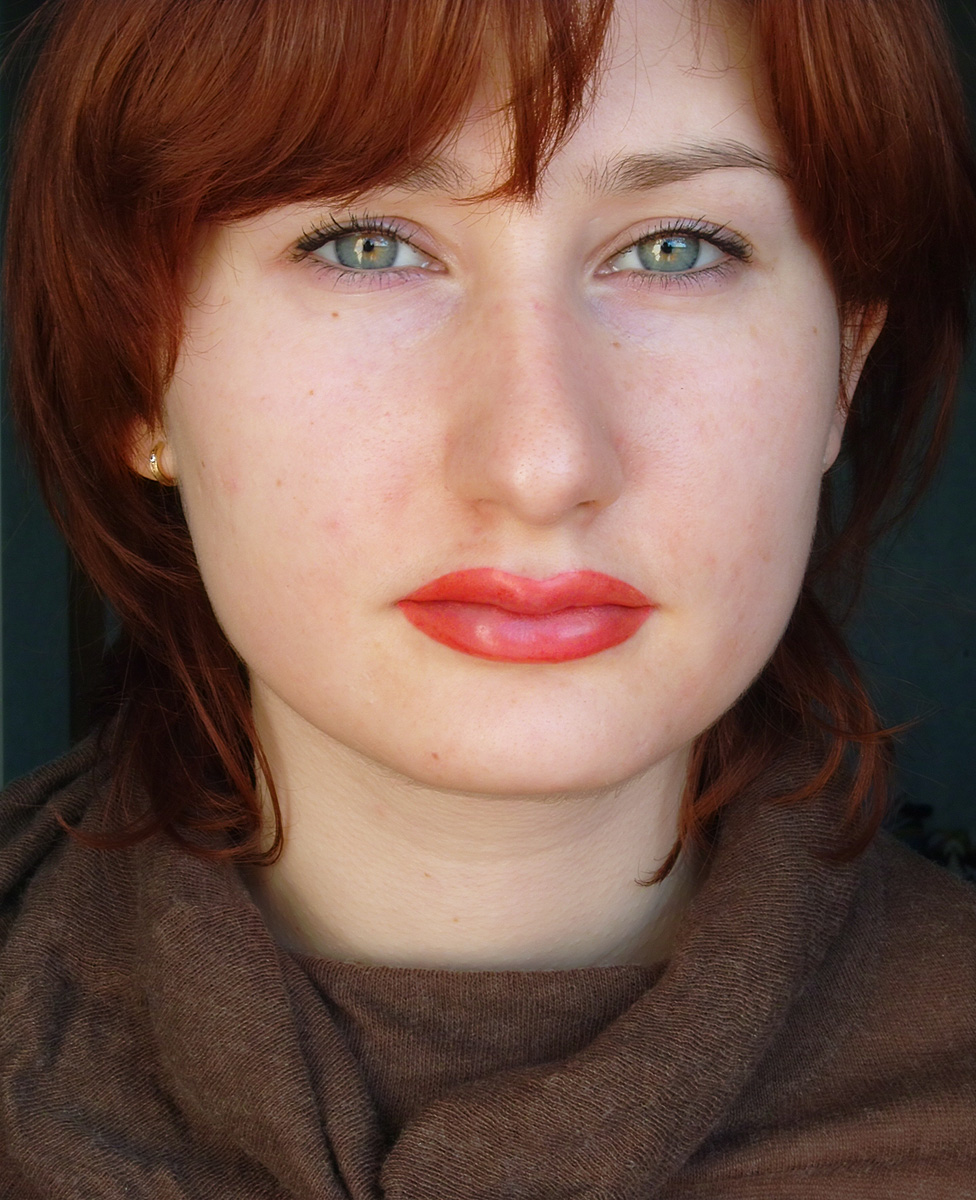
Permanent Make-up an den Lippen

Permanent Make-up (PMU) (auch Pigmentierung) ist die Bezeichnung für spezielle kosmetische Tätowierungen im Gesicht, durch die mehrjährig haltbare künstliche Lidstriche oder Lippenkonturen erzeugt werden.

## Anwendungen
Zu Permanent Make-up zählen:

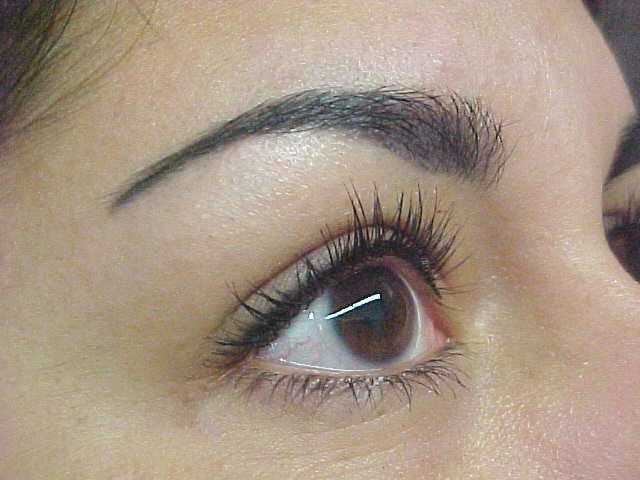
Permanent Make-up an den Augenbrauen

- Augenbrauen – Kontur formen, auffüllen, betonen
- Wimpernkranzverdichtung – Lidstrich zwischen den Wimpernhärchen
- Lidstrich – feine bis starke Linien für Eyeliner
- Lipliner – Kontur formen, vergrößern oder verkleinern
- Lippenfarbauffüllung – Farbeffekt mit Lippenstift vergleichbar
- Brustwarzenneugestaltung – Brustwarzenimitation
- Schönheitsfleck

## Geschichte
Kosmetische Tätowierungen sind bei vielen Völkern bekannt. So wurden beispielsweise bei den Frauen der japanischen Ureinwohner, der Ainu, die Lippen dunkel tätowiert, bei den afrikanischen Fulbe teilweise die Lippen und der Bereich rundherum, teilweise nur die Lippenkanten. Bei den Frauen der neuseeländischen Maori werden oftmals die Lippen (Ngutu purua) in die ornamentale Kinntätowierung (Ta Moko) mit einbezogen (z. B. bei Nanaia Mahuta). Vielfach wurden rote Lippen als unschön betrachtet. Als Pigment wurde in allen Fällen die überall leicht verfügbare Holzkohle – zu feinem Pulver zerrieben – verwendet.
Bei den Wikingern erwähnt der jüdisch-arabische Handelsreisende Ibrahim ibn Yaqub nach einem Besuch in Schleswig [Übersetzung von Georg Jacob]:
„Auch gibt es dort eine künstlich hergestellte Augenschminke; wenn Sie sie anwenden, nimmt die Schönheit niemals ab, sondern noch zu, bei Männern und Frauen,“
Dieser Übersetzung widerspricht ein Kollege des Übersetzers und Herausgebers in der Fußnote9) und schlägt stattdessen vor:
„Bleibt sie (die Augenschminke), und verschwindet nicht wie der gewöhnliche Khol, der stets erneuert werden muss,“
Letztere Übersetzung ist angesichts der leichten Verfügbarkeit von Holzkohle-Pigment und Tätowier-Instrumenten (z. B. mit Nadeln aus Pflanzendornen oder Fischgräten), sowie der weltweiten Verbreitung von Tätowierungen, sicherlich die zutreffendere. Offenbar waren bereits in frühmittelalterlicher Zeit in Mittel- bzw. Nordeuropa tätowierte Lidstriche bei Frauen und Männern verbreitet.
Die ersten, wissenschaftlich belegten, kosmetischen Tätowierungen der neueren Zeit fertigte der Tätowierer Horst Streckenbach ab 1951 an. Streckenbach tätowierte Schönheitsflecke, Lidstriche, Augenbrauen und auch Lidschatten. Ab 1976 kamen noch Arbeiten im medizinischen Bereich hinzu. Er nahm nach einer Mammakarzinom-Operation die weltweit erste Mamillenrekonstruktion vor. Der Vorgang wurde als „Streckenbach-Technik“ in die med. Literatur übernommen.
Eine asiatische Form der Permanent Make-up ist das manuelle Mikroblading.

## Haltbarkeit
Es ist davon auszugehen, dass je nach Hauttyp eine effektive Haltbarkeit von zwei bis fünf Jahren erreicht wird, bevor das Permanent Make-up aufgefrischt werden muss. Beim Pigmentieren werden Farben mit einer feinen Nadel in die obere Dermis eingebracht. Behauptungen, dass die im Vergleich zu gewöhnlicheren Tätowierungen kürzere Haltbarkeit darauf zurückzuführen seien, dass die Pigmente oberflächlicher eingebracht würden, ist angesichts der Erneuerung der Epidermis innerhalb von 4–6 Wochen unrichtig. Die kürzere Haltbarkeit ist eher die Folge der geringeren Gesamtmenge der eingebrachten Pigmente, die sich entsprechend schneller im Gewebe verteilen, bzw. aufgrund einer geringeren Partikelgröße in die Lymphknoten abtransportiert werden.
Das Permanent Make-up verblasst wie klassische Tätowierungen nach einiger Zeit. Farben mit organischen Pigmenten können dabei auch ihre ursprüngliche Farbe verändern, im Gegensatz zu mineralischen Pigmenten.

## Risiken
Zu den Risiken gehören Spannungsgefühl, Rötung, Schwellung, Lymphaustritt nach dem Eingriff, Entzündung, Infektionen, bleibende Narben, allergische Hautreaktion und Ausbruch von Lippenherpes.
Sofern die Pigmentierfarbe Eisenoxid enthält, besteht bei späteren MRT-Untersuchungen das Risiko, dass sich Bereiche, in denen das Permanent Make-up aufgetragen wurde, unangenehm erhitzen und dort Rötungen, Schwellungen oder leichte Verbrennungen entstehen. Insbesondere ein am Auge angebrachtes Permanent Make-up ist daher dem Radiologen zuvor mitzuteilen; unter Umständen muss dann eine MRT-Untersuchung abgebrochen werden.
In einer Studie aus 2019 zeigten sich Tattoos vor allem mit schwarzer Farbe beim MRT als nicht gefährlich. Als einzige festgestellte Nebenwirkung bei einem von 330 Probanden mit insgesamt 932 Tätowierungen wurde ein leichtes Kribbeln festgehalten. Radiologen empfehlen in den ersten vier bis sechs Wochen nach einem Permanent Make-up oder einer Tätowierung kein MRT zu machen. Durch die strengen behördlichen Bestimmungen sind allerdings keine Farben zugelassen, die durch Verunreinigungen elektrisch leitfähige Pigmente enthalten.